# Lúcio Correia
Lúcio Correia (Araquari, 5 de março de 1906 – Curitiba, 1 de março de 1995) foi um advogado e político brasileiro.
Filho de Olímpio Correia de Oliveira e Maria Jerônimo de Oliveira. Casou com Hilda Pirath Correia, tendo o casal duas filhas. Graduado em direito pela Faculdade de Direito da Universidade Federal do Paraná.
Filiou-se ao Partido Social Democrático (PSD), pelo qual foi eleito senador por Santa Catarina nas eleições gerais no Brasil em 1947, cargo que exerceu até o final do mandato em janeiro de 1951.